# برتي
برتي  هي إحدى القرى اللبنانية من قرى قضاء صيدا في محافظة الجنوب.

## جغرافيا
تقع برتي في سفح جبل إقليم التفاح تعلو عن سطح البحر بمعدل 400-520 متراً. تبعد عن بيروت العاصمة 58 كم. تصل إليها عبر اتجاهين، الأول عبر صيدا، حارة صيدا، عين الدلب، القريّة، جنسنايا، المحاربية، وادي الليمون، برتي. الثاني عبر جزين، قيتولي، المكنونيّة، حيداب، صيدون، ريمات، برتي؛ أو جزين، حيطورة، صيدون.
مساحة أراضيها ينابيع 400 هكتاراً. تشتهر برتي بأرضها الغنية بمعادن الحديد ويمارس سكّانها زراعة الزيتون في أرضهم نظراً للمناخ الجيد والذي يتلائم مع هذا النوع من الزراعات. من الوراعات أيضاً: التبغ والكرمة وبعض الحمضيات والخضار الموسمية. وتنبع من أراضيها ينابيع السفنتي والنهر والبياض والجرن وشكيبان والبوق والمقيصبة والبعيدة. (مرهج، ج2، 179).
تقسم بلدة برتي إلى عدة مناطق نذكر منها على سبيل المثال: السفنتي، الرانسية، السلم وضهور برتي.
تقع برتي في منطقة جزين ولكنها تتبع إداريا" لقضاء الزهراني الذي تبعد عن مركزه 15 كم.

## برتي ضيعة ربنا
كان في برتي عدد كبير من الكهنة. وزارها يوماً أحد البطاركة - وهو على الأرجح البطريرك مكاريوس الزعيم - فتجمع كهنة المنطقة لاستقباله. فوقف المطران في دار المطرانية يقدم الكهنة إلى غبطة البطريرك بقوله: "الأب فلان من برتي والأب فلان من برتي والأب فلان من برتي..."، وأمام هذا العدد الكبير من كهنة البلدة قال البطريرك: "ما شاء الله، برتي وكأنها ضيعة ربنا"؛ ومنذ ذلك الحين أُطلق اللقب عليها.
يستنتج من ذلك أن برتي هي بلدة التقوى والدعوات الكهنوتية الغزيرة، وعساها تستمر في عطائها. من أعلام برتي في الكهنوت الإيكونوموس إيليّا الشتوي، أمين سر بطريركيّة أنطاكية وسائر المشرق للروم الملكيين الكاثوليك.

## السكان والمجتمع
يبلغ عدد سكان برتي حوالي 2100 نسمة كما أنه في برتي 1200 ناخب مسجلين (انتخابات 2009) مع الأخذ بعين الاعتبار الجالية المغتربة في الولايات المتحدة وكندا وفرنسا والإمارات العربية المتحدة. في برتي مجلس بلدي يتألف من تسعة أعضاء وناد رياضي ينشط عمله في الصيف.
ينتمي أبناء برتي بأغلبيتهم الساحقة لطائفة الروم الملكيين الكاثوليك. وهذا التوزيع المذهبي لبلدة برتي:
- روم كاثوليك 95%
- روم أورثوذكس 2%
- أقليات 3%